# 中国哲学書電子化計画
中国哲学書電子化計画（ちゅうごくてつがくしょでんしかけいかく、英語: Chinese Text Project）は、インターネット上の電子図書館（デジタルライブラリ）。名前の通り中国哲学を軸にしつつ、他分野も含む中国古典の原典文献（漢籍）を集積・翻刻している。対応言語は英語と中国語（繁体字および簡体字）。略称としてCTP、ctextなどがある。 

## 概要
イギリスの中国学者ドナルド・スタージョン（ハーバード大学東アジア言語文明学部、ダラム大学計算機科学部を歴任）によって開発・運営されている。その特徴として、インターネット上で誰でもアクセス可能でありながら豊富な文献が読めること、同一文献に複数底本を集積していることなどが挙げられ、専門の研究者からみても有用な電子図書館として、国際的・学界的に周知されている。 
対応言語は英語と中国語のみで、日本語には対応していない。しかしながら、スタージョンは過去に来日講演しており、チュートリアルの日本語版を用意するなどの配慮がされている。 
文献の配架方法としては、「先秦～漢代」（"Pre-Qin and Han"〈先秦兩漢〉）と、「漢代より後」（"Post-Han"〈漢代之後〉）の両者に大別した上で、前者は各諸子百家・学問分野などの分類順に、後者は時代順に配架している。文献の総量は、前者は累計500万字以上、後者は2000万字以上に及んでいる。また、ユーザーが編集可能なウィキ形式のページ（"Wiki"〈維基〉）も用意されており、そちらは50億字以上に及んでいる。 
利点として、英語と現代中国語による翻訳文が、『論語』などの主要文献にのみではあるが用意されており、段落・文ごとに区切って対訳で読めるよう設計されている。そのおかげで、古典中国語の知識が乏しい初学者や非専門家であっても利用しやすい。なお、翻訳文はジェームズ・レッグやドイフェンダックによる著作権切れのもののほか、転載承諾済みの現代の学者のものを使用している。 
さらなる利点として、豊富なデータベース機能が挙げられる。例えば、カスタム検索機能、中国学者にとって必須な字書の機能（"Dictionary"〈字典〉）、近似文字列の検出機能、全文献を通じてのコーパス機能、メタデータ機能、注釈の閲覧機能、などが搭載されている。 
原典文献の閲覧以外にも、現代の参考文献や先行研究の情報（"Resources"〈相關資料〉）を閲覧したり、スレッド形式の掲示板（"Discussion"〈討論區〉）で会話したりできる。 
"Library"〈圖書館〉では、原典文献の写真（影印本）を閲覧できる。影印本の総量は2500万頁以上に及ぶ。 
文献データとメタデータは、API経由での抽出が可能であり、他のオンラインツールとの統合や、テキストマイニング、人文情報学（デジタル・ヒューマニティーズ）関連の研究での二次的利用が許可されている。

## 誤字
『論語』などの主要文献を除き、翻刻文には多かれ少なかれ誤字が含まれている。これは光学文字認識（OCR）により翻刻を自動生成しているためである。誤字のない文を読みたい場合は、影印本の閲覧機能を使えば読める。誤字を直したい場合は、クラウドソーシング・ウィキ形式のもと、ユーザーによる校正編集が許可・奨励されている。